# It Ends with Us (film)
It Ends with Us is een Amerikaanse romantische dramafilm uit 2024, geregisseerd door Justin Baldoni, gebaseerd op het gelijknamig boek van Colleen Hoover uit 2016. De hoofdrollen worden vertolkt door Blake Lively, Baldoni, Brandon Sklenar, Jenny Slate en Hasan Minhaj. 

## Verhaal
Lily Bloom, een 23-jarige uit een klein stadje in Maine, verhuist na haar studie naar Boston om haar eigen bedrijf te openen. Hier ontmoet ze neurochirurg Ryle Kincaid, op wie ze hartstochtelijk verliefd wordt, maar Lily begint kanten van Ryle te zien die haar doen denken aan de relatie van haar ouders en haar traumatische jeugd. Wanneer Lily's eerste liefde, Atlas Corrigan, plotseling weer in haar leven komt, moet Lily een moeilijke keuze voor haar toekomst maken.

## Rolverdeling
| Acteur           | Personage      |
| ---------------- | -------------- |
| Blake Lively     | Lily Bloom     |
| Justin Baldoni   | Ryle Kincaid   |
| Brandon Sklenar  | Atlas Corrigan |
| Jenny Slate      | Allysa         |
| Hasan Minhaj     | Marshall       |
| Isabela Ferrer   | de jonge Lily  |
| Alex Neustaedter | de jonge Atlas |
| Amy Morton       | Jenny          |

## Productie
In juli 2019 kocht Justin Baldoni de filmrechten van de roman, via zijn productiemaatschappij Wayfarer Entertainment. In januari 2023 werd Blake Lively gecast voor de rol van Lily Bloom. Baldoni, die Ryle Kincaid zal spelen, zou regisseren en Christy Hall zou het script schrijven. In april 2023 werd Brandon Sklenar gecast voor de rol van Atlas. De opnames begonnen op 5 mei 2023 in Hoboken (New Jersey) in Field Colony, een werkruimte en kunstgalerie. Later diezelfde maand werd aangekondigd dat Hasan Minhaj zich bij de cast had aangesloten. De volgende maand moest de productie tijdelijk worden gepauzeerd vanwege de Writers Guild of America-staking van 2023. Iets meer dan de helft van de film was voltooid toen de productie werd stopgezet. De productie lag nog steeds stil toen op 14 juli 2023 de Hollywoodstaking acteursvakbond SAG-AFTRA in 2023 begon. De opnames werden op 5 januari 2024 hervat in de wijk Newport in Jersey City.

## Release en ontvangst
It Ends with Us ging op 7 augustus 2024 in première in onder andere België, Zweden en Finland. De film ging op 9 augustus 2024 in première in de Amerikaanse bioscopen, nadat eerdere releasedata voor februari en juni uitgesteld werden. De film kreeg middelmatige kritieken van de filmcritici, met een score van 57% op Rotten Tomatoes, gebaseerd op 179 beoordelingen.

### Kassaopbrengsten
It Ends with Us ging in de Amerikaanse bioscopen in première naast Borderlands en Cuckoo met de verwachting van een bruto opbrengst in het openingsweekend van 23 à 30 miljoen Amerikaanse dollars in 3611 bioscopen. De film bracht uiteindelijk 50 miljoen dollar op in zijn openingsweekend en eindigde daarmee op de tweede plaats aan de kassa, achter Deadpool & Wolverine.